# گوردو سینگ
گوردو سینگ (انگلیسی: Gurdev Singh؛ زادهٔ ۱۲ اوت ۱۹۳۳) بازیکن هاکی روی چمن اهل هند است.
وی به‌همراه تیم ملی هاکی روی چمن مردان هند به مقام قهرمانی در بازی‌های المپیک تابستانی ۱۹۵۶ دست پیدا کرده‌است.